# Grande apostasie
 (janvier 2018).
Si vous disposez d'ouvrages ou d'articles de référence ou si vous connaissez des sites web de qualité traitant du thème abordé ici, merci de compléter l'article en donnant les références utiles à sa vérifiabilité et en les liant à la section « Notes et références ».
La Grande apostasie est une croyance, partagée par plusieurs mouvements restaurationnistes chrétiens, selon laquelle le christianisme aurait subi une apostasie généralisée entre le Ier siècle et le IVe siècle après Jésus-Christ. Celle-ci consisterait en la corruption des principes de l'Évangile et en des modifications non autorisées apportées par des hommes à l'organisation et aux sacrements de l'Église.

## Église de Jésus-Christ des saints des derniers jours
Selon la doctrine mormone, il s'est produit plusieurs périodes d'apostasie générale tout au long de l'histoire du monde. La période appelée la Grande apostasie aurait eu ses prémices du vivant des apôtres, serait devenue totale après leur mort et aurait duré jusqu'au Rétablissement inauguré par la première vision de Joseph Smith en 1820. La Grande apostasie est caractérisée par la corruption des principes de l'Évangile, par des modifications non autorisées à l'organisation et aux sacrements de l'Église, par l'absence d'autorité divine, l'absence de prophètes et de direction divine, l'établissement de nombreuses Églises, la corruption ou la perte de certaines parties des saintes Écritures, et l'absence d'autorité pour conférer le don du Saint-Esprit ou accomplir d'autres sacrements. La Grande apostasie aurait duré jusqu'à ce que Dieu le Père et son Fils Jésus-Christ apparaissent à Joseph Smith en 1820 et commencent le Rétablissement de la plénitude de l'Évangile. Selon la doctrine mormone, il n'y aura pas d'autre apostasie générale avant la seconde venue de Jésus-Christ.

## Témoins de Jéhovah
Comme beaucoup de mouvements se revendiquant chrétiens, les Témoins de Jéhovah s'efforcent de refléter le christianisme comme ils croient qu'il était pratiqué au Ier siècle. L'organisation à laquelle les Témoins appartiennent a un certain rattachement à l'adventisme, et considère que la grande apostasie a commencé immédiatement après la mort du dernier apôtre, bien qu'il y ait eu déjà auparavant des signes avertisseurs et des apostats précurseurs peu de temps après l'ascension de Jésus. Les Témoins considèrent l'adoption de la Trinité (qu'ils allèguent être basée sur une application spécieuse de la philosophie platonique et sophistique grecque) comme l'un des principaux indicateurs d'apostasie.
Les Témoins de Jéhovah considèrent que l'infidélité de ceux qui se prétendaient chrétiens est devenue totale lors du concile de Nicée, quand le symbole de Nicée a été adopté, instituant la doctrine de la Trinité comme principe central de l'orthodoxie chrétienne. Le mouvement religieux s'abstient également strictement de toute participation politique et du service militaire, pour des raisons semblables à celles avancées précédemment par les anabaptistes. Pour justifier cette longue période d'apostasie, les Témoins de Jéhovah citent 2 Thessaloniciens 2:3 qui pour eux reflète l'apostasie de l'apôtre Judas Iscariote à Jésus, et celle d'Ahithophel au roi David.
Les Témoins de Jéhovah croient que Dieu a restauré le vrai christianisme par leur moyen, lorsque Charles Taze Russell a initié le mouvement des Étudiants de la Bible.